# Marcia Gay Harden
Marcia Gay Harden (La Jolla, 14 agosto 1959) è un'attrice statunitense, vincitrice dell'Oscar alla miglior attrice non protagonista nel 2001 per Pollock.

## Biografia
Dopo essere salita alla ribalta grazie al film Crocevia della morte dei fratelli Coen (1990), ha ricevuto il plauso della critica nel 2001 per la sua magistrale interpretazione della pittrice Lee Krasner nel film biografico Pollock, per cui ha vinto l'Oscar alla miglior attrice non protagonista alla sua prima candidatura. È stata nuovamente candidata nella medesima categoria nel 2004 per il film diretto da Clint Eastwood Mystic River. 
Sul piccolo schermo ha ricevuto due candidature ai Premi Emmy per i ruoli nella serie Law & Order - Unità vittime speciali e nel film televisivo Il coraggio di Irena Sendler, ma viene anche ricordata per essere stata la protagonista di Code Black e per la sua partecipazione ne Le regole del delitto perfetto. Attiva anche in campo teatrale e specialmente a Broadway, nel 2009 si è aggiudicata il Tony Award alla miglior attrice protagonista in un'opera teatrale per la commedia drammatica di Yasmina Reza Le Dieu du Carnage.

## Filmografia

### Cinema
- Not Only Strangers, regia di Edward Dmytryk – cortometraggio] (1979)
- The Imagemaker, regia di Hal Weiner (1986)
- Crocevia della morte (Miller's Crossing), regia di Joel Coen (1990)
- Surgelati speciali (Late for Dinner), regia di W. D. Richter (1991)
- Sposami, Kate (Crush), regia di Alison Maclean (1992)
- La vedova americana (Used People), regia di Beeban Kidron (1992)
- Geoffrey Beene 30, regia di Tom Kalin – cortometraggio (1993)
- Ritrovarsi (Safe Passage), regia di Robert Allan Ackerman (1994)
- L'amante in città (The Daytrippers), regia di Greg Mottola (1996)
- La ragazza di Spitfire Grill (The Spitfire Grill), regia di Lee David Zlotoff (1996)
- Spia e lascia spiare (Spy Hard), regia di Rick Friedberg (1996)
- Il club delle prime mogli (The First Wives Club), regia di Hugh Wilson (1996)
- Far Harbor, regia di John Huddles (1996)
- Flubber - Un professore fra le nuvole (Flubber), regia di Les Mayfield (1997)
- Soluzione estrema (Desperate Measures), regia di Barbet Schroeder (1998)
- Vi presento Joe Black (Meet Joe Black), regia di Martin Brest (1998)
- Amori e ripicche (Curtain Call), regia di Peter Yates (1998)
- Pollock, regia di Ed Harris (2000)
- Space Cowboys, regia di Clint Eastwood (2000)
- Frankie e Ben - Una coppia a sorpresa (Gaudi Afternoon), regia di Susan Seidelman (2001)
- Just Like Mona, regia di Joe Pantoliano (2003)
- Mystic River, regia di Clint Eastwood (2003)
- Mona Lisa Smile, regia di Mike Newell (2003)
- Casa de los babys, regia di John Sayles (2003)
- Due candidati per una poltrona (Welcome to Mooseport), regia di Donald Petrie (2004)
- P.S. Ti amo (P.S.), regia di Dylan Kidd (2005)
- Bad News Bears - Che botte se incontri gli Orsi (Bad News Bears), regia di Richard Linklater (2005)
- American Gun, regia di Aric Avelino (2005)
- American Dreamz, regia di Paul Weitz (2006)
- L'imbroglio - The Hoax (The Hoax), regia di Lasse Hallström (2006)
- La vela strappata  (Canvas), regia di Joseph Greco (2006)
- The Dead Girl, regia di Karen Moncrieff (2006)
- Invisible (The Invisible), regia di David S. Goyer (2007)
- Into the Wild  - Nelle terre selvagge (Into the Wild), regia di Sean Penn (2007)
- Rails & Ties - Rotaie e legami (Rails & Ties), regia di Alison Eastwood (2007)
- The Mist, regia di Frank Darabont (2007)
- Home, regia di Mary Haverstick (2008)
- Christmas Cottage, regia di Michael Campus (2008)
- The Maiden Heist - Colpo grosso al museo (The Maiden Heist), regia di Peter Hewitt (2009)
- Whip It, regia di Drew Barrymore (2009)
- Un giorno questo dolore ti sarà utile (Someday This Pain Will Be Useful to You), regia di Roberto Faenza (2011)
- Detachment - Il distacco (Detachment), regia di Tony Kaye (2011)
- If I Were You, regia di Joan Carr-Wiggin (2012)
- Parkland, regia di Peter Landesman (2013)
- The Wine of Summer, regia di Philippe Falardeau e Maria Matteoli (2013)
- Magic in the Moonlight, regia di Woody Allen (2014)
- Elsa & Fred, regia di Michael Radford (2014)
- Qualcosa di buono (You're Not You), regia di George C. Wolfe (2014)
- Cinquanta sfumature di grigio (Fifty Shades of Grey), regia di Sam Taylor-Johnson (2015)
- Grandma, regia di Paul Weitz (2015)
- Larry Gaye: Renegade Male Flight Attendant, regia di Sam Friedlander (2015)
- After Words regia di Juan Feldman (2015)
- Get a Job, regia di Dylan Kidd (2016)
- Cinquanta sfumature di nero (Fifty Shades Darker), regia di James Foley (2017)
- Cinquanta sfumature di rosso (Fifty Shades Freed), regia di James Foley (2018)
- Best Enemies, regia di Emily Hopper e Harald Zwart – cortometraggio (2018)
- Point Blank - Conto alla rovescia (Point Blank), regia di Joe Lynch (2019)
- Pink Skies Ahead, regia di Kelly Oxford (2020)
- Girl Power - La rivoluzione comincia a scuola (Moxie), regia di Amy Poehler (2021)
- Gigi & Nate, regia di Nick Hamm (2022)
- Confess, Fletch, regia di Greg Mottola (2022)
- Together Now (Tell It Like a Woman), regia di vari (2022)
- Daugther of the Bride, regia di Annette Haywood-Carter (2023)
- La memoria dell'assassino (Knox Goes Away), regia di Michael Keaton (2023)

### Televisione
- CBS Summer Playhouse – serie TV, episodio 1x16 (1987)
- Superman 50th Anniversary, regia di Robert Boyd – film TV (1988)
- Simon & Simon – serie TV, episodio 7x12 (1988)
- Gideon Oliver – serie TV, episodio 1x01 (1989)
- Kojak: None So Blind, regia di Alan Metzger – film TV (1990)
- Vendetta alla luce del giorno (In Broad Daylight), regia di Beeban Kidron – film TV (1991)
- Fever - Ultimo desiderio: uccidi! (Fever), regia di Larry Elikann – film TV (1991)
- Sinatra, regia di James Steven Sadwith – miniserie TV (1992)
- Chicago Hope – serie TV, episodio 1x18 (1995)
- Cowboy dietro le sbarre (Convict Cowboy), regia di Rod Holcomb – film TV (1995)
- Fallen Angels – serie TV, episodio 2x04 (1995)
- Homicide (Homicide: Life on the Street) – serie TV, episodio 4x06 (1995)
- Ad un passo dal paradiso (Path to Paradise: The Untold Story of the World Trade Center Bombing), regia di Leslie Libman e Larry Williams – film TV (1997)
- Improbabili amori (Labor of Love), regia di Karen Arthur – film TV (1998)
- Spenser: Small Vices, regia di Robert Markowitz – film TV (1999)
- Thin Air, regia di Robert Mandel – film TV (2000)
- From Where I Sit, regia di Michael Lembeck - episodio pilota scartato (2000)
- Walking Shadow, regia di Po-Chih Leong – film TV (2001)
- The Education of Max Bickford – serie TV, 22 episodi (2001-2002)
- Cuori colpevoli (Guilty Hearts), regia di Marcus Cole – film TV (2002)
- King of Texas, regia di Uli Edel – film TV (2002)
- In the Echo, regia di Allison Anders - episodio pilota scartato (2002)
- She's Too Young, regia di Tom McLoughlin – film TV (2004)
- See You in My Dreams, regia di Graeme Clifford – film TV (2004)
- Le avventure di Felicity (Felicity: An American Girl Adventure), regia di Nadia Tass – film TV (2005)
- Hate, regia di Paris Barclay - episodio pilota scartato (2005)
- Law & Order - Unità vittime speciali (Law & Order: Special Victims Unit) – serie TV, 4 episodi (2005-2013)
- In from the Night, regia di Peter Levin – film TV (2006)
- Drift, regia di Paul W.S. Anderson - episodio pilota scartato (2006)
- Sesso & bugie a Las Vegas (Sex and Lies in Sin City), regia di Peter Medak – film TV (2008)
- The Tower, regia di Davis Guggenheim - episodio pilota scartato (2008)
- Il coraggio di Irena Sendler (The Courageous Heart of Irena Sendler), regia di John Kent Harrison – film TV (2009)
- Damages – serie TV, 7 episodi (2009)
- Royal Pains – serie TV, 3 episodi (2010)
- Amanda Knox (Amanda Knox: Murder on Trial in Italy), regia di Robert Dornhelm – film TV (2011)
- Innocent, regia di Mike Robe – film TV (2011)
- Smothered, regia di Andy Ackerman - episodio pilota scartato (2011)
- Body of Proof – serie TV, episodio 2x13 (2012)
- Bent – miniserie TV (2012)
- Isabel, regia di Todd Holland - episodio pilota scartato (2012)
- Tre mogli per un papà (Trophy Wife) – serie TV, 22 episodi (2013-2014)
- The Newsroom – serie TV, 10 episodi (2013-2014)
- Le regole del delitto perfetto (How to Get Away with Murder) – serie TV, 4 episodi (2015)
- Code Black – serie TV, 47 episodi (2015-2018)
- Loved You To Death, regia di Alex Kalymnios – film TV (2019)
- The Cold Open, regia di Joel Gallen – cortometraggio TV (2019)
- Reef Break – serie TV, episodio 1x09 (2019)
- The Morning Show – serie TV, 10 episodi (2019-2023)
- Un milione di piccole cose (A Million Little Things) – serie TV, episodio 2x12 (2020)
- Pronti a tutto (Barkskins) – miniserie TV (2020)
- Uncoupled – serie TV, 6 episodi (2022)
- Che Todd ci aiuti (So Help Me Todd) – serie TV, 31 episodi (2022-2024)

## Teatro
- Angels in America - Fantasia gay su temi nazionali di Tony Kushner, regia di George C. Wolfe. Walter Kerr Theatre di Broadway (1993-1994)
- Simpatico, scritto e diretto da Sam Shepard. Public Theater di New York (1994)
- Il gabbiano di Anton Čechov, regia di Mike Nichols. Delacorte Theatre di New York (2001)
- The Exonerated di Jessica Blank e Erik Jensen. Lynn Redgrave Theater di New York (2002)
- Le Dieu du Carnage di Yasmina Reza, regia di Matthew Warchus. Bernard B. Jacobs Theatre di Broadway (2009)
- La dolce ala della giovinezza di Tennessee Williams, regia di Jonathan Kent. Minerva Theatre di Chichester (2017)

## Riconoscimenti
- Premi Oscar
  - 2001 – Miglior attrice non protagonista per Pollock
  - 2004 – Candidatura alla miglior attrice non protagonista per Mystic River
- Premi Emmy
  - 2007 – Candidatura alla miglior attrice guest star in una serie drammatica per Law & Order - Unità vittime speciali
  - 2009 – Candidatura alla miglior attrice non protagonista in una miniserie o film per la televisione per Il coraggio di Irena Sendler
- Screen Actors Guild Awards
  - 2004 – Candidatura al miglior cast cinematografico per Mystic River
  - 2008 – Candidatura al miglior cast cinematografico per Into the Wild - Nelle terre selvagge
- Tony Awards
  - 1993 – Candidatura alla miglior attrice non protagonista in un'opera teatrale per Angels in America - Fantasia gay su temi nazionali
  - 2009 – Miglior attrice protagonista in un'opera teatrale per Le Dieu du Carnage

## Doppiatrici italiane
Nelle versioni in italiano delle opere in cui ha recitato, Marcia Gay Harden è stata doppiata da:
- Roberta Greganti in Mystic River, L'imbroglio - The Hoax, La vela strappata, Into the Wild - Nelle terre selvagge, The Mist, Un giorno questo dolore ti sarà utile, Amanda Knox, The Newsroom, Cinquanta sfumature di grigio, Cinquanta sfumature di nero, Cinquanta sfumature di rosso, The Morning Show
- Alessandra Korompay ne Il club delle prime mogli, Mona Lisa Smile, Rails & Ties - Rotaie e legami, Whip It, Girl Power - La rivoluzione comincia a scuola, Confess, Fletch, Uncoupled, Che Todd ci aiuti
- Isabella Pasanisi in Spia e lascia spiare, Soluzione estrema, Pollock, American Gun, Body of Proof
- Anna Cesareni in Flubber - Un professore tra le nuvole, King of Texas, Space Cowboys, Elsa & Fred
- Cristiana Lionello in Tre mogli per un papà, Magic in the Moonlight, Le regole del delitto perfetto (ed. Rai 2), Code Black
- Barbara Castracane ne La ragazza di Spitfire Grill, Bad News Bears - Che botte se incontri gli Orsi!, American Dreamz
- Anna Rita Pasanisi in The Maiden Heist - Colpo grosso al museo, Le avventure di Felicity, La memoria dell'assassino
- Pinella Dragani in Vi presento Joe Black, Due candidati per una poltrona
- Franca D'Amato in Invisible, Point Blank - Conto alla rovescia
- Monica Pariante in Detachment - Il distacco, Qualcosa di buono
- Chiara Salerno ne Le regole del delitto perfetto (ed. Fox), Pronti a tutto
- Claudia Balboni in Crocevia della morte
- Emanuela Rossi ne La vedova americana
- Claudia Razzi in Ritrovarsi
- Melina Martello in Amori e ripicche
- Elena Bianca in Frankie e Ben - Una coppia a sorpresa
- Antonella Alessandro in P.S. Ti amo
- Antonella Rinaldi in The Dead Girl
- Liliana Sorrentino in Parkland
- Gilberta Crispino in Get a Job
- Eleonora De Angelis in Homicide
- Alessandra Cassioli in Law & Order - Unità vittime speciali
- Lucia Valenti ne Il coraggio di Irene Sendler
- Angiola Baggi in Damages
- Laura Boccanera in Royal Pains